# 中兴路街道 (邢台市)
中兴路街道，是中华人民共和国河北省邢台市信都区下辖的一个乡镇级行政单位。

## 行政区划
中兴路街道下辖以下地区：
新兴社区、前炉子社区、后炉子社区、西郭庄社区、冶金社区、文体社区、曹演庄社区、中桥社区、西郭村社区、王家营社区、张家营社区和胡家营社区。